# Wahre Jesus-Kirche

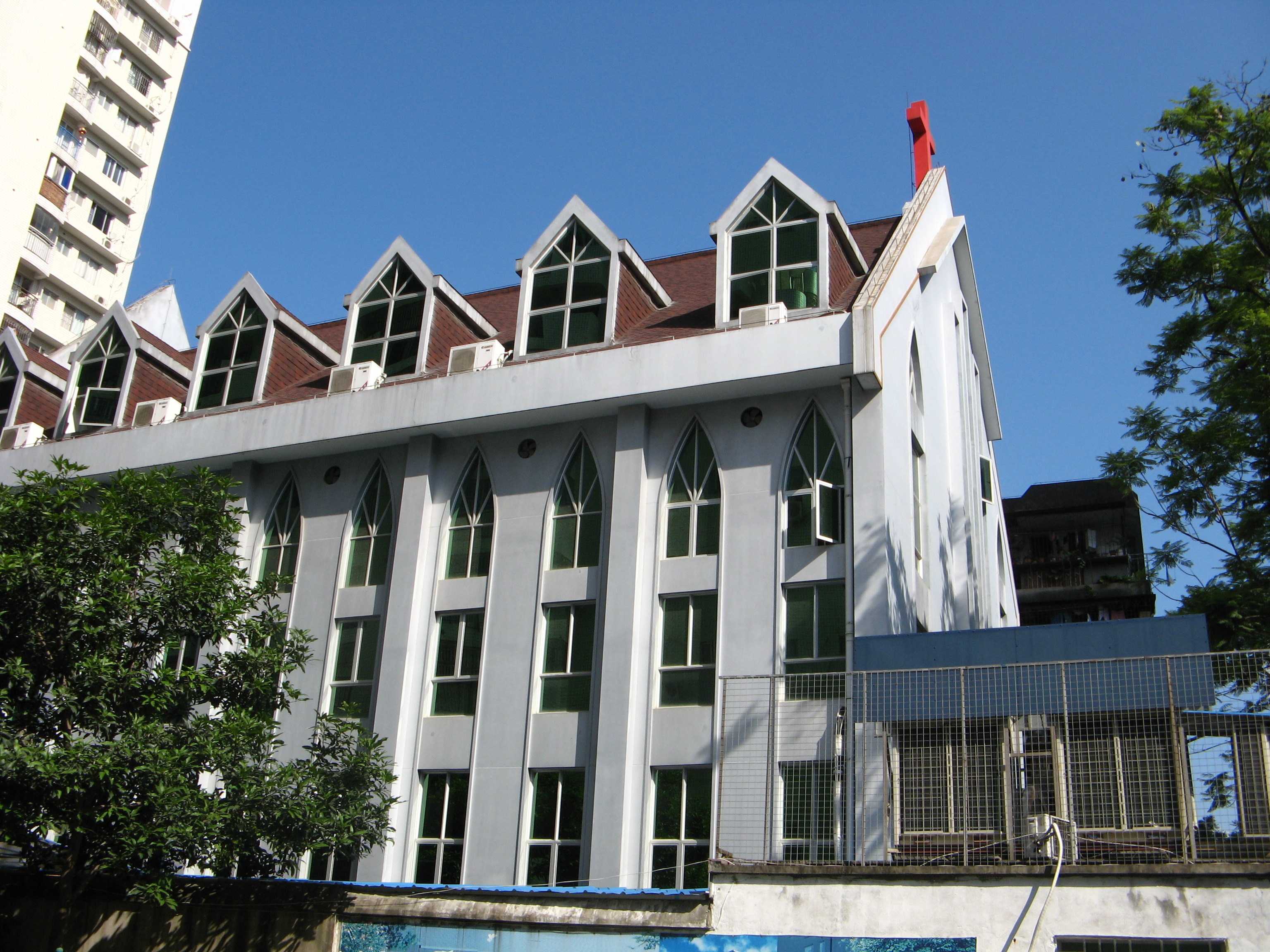
Wahre Jesus-Kirche, Fuzhou, China.

Die Wahre Jesus-Kirche oder Wahre Jesus Gemeinde (Eigenschreibweise des deutschen Zweigs) ist eine chinesische christliche Kirche, die 1917 in Peking gegründet wurde. Sie zählt somit zu den indigenen bzw. einheimischen Denominationen in der Volksrepublik China. Zur Doktrin dieser Kirche gehört der Glaube an die ausschließliche Göttlichkeit Jesu, das heißt die Lehre der Dreieinigkeit wird abgelehnt. Die Gemeinschaft war zudem eine von drei einheimischen chinesischen Hauskirchen, die vor der Übernahme der Kommunisten 1949 in China existierten. Das Ziel der Kirche ist, das Evangelium allen Nationen vor der Rückkehr Jesu zu predigen.

## Verbreitung
Die Kirche ist traditionellerweise an der südöstlichen Küste Chinas – in den Provinzen Zhejiang und Fujian – stark vertreten. Auch in Taiwan weist sie eine starke Präsenz auf und ist seit über 70 Jahren die zweitgrößte christliche Religionsgemeinschaft. Heutzutage hat sie nach eigenen Angaben zwischen 1,5 und 2,5 Millionen Mitglieder in 48 verschiedenen Ländern auf sechs Kontinenten.

## Lehren
Die Kirche entnimmt ihr Lehrgebäude der Pfingstbewegung des frühen 20. Jahrhunderts. Als indigene Konfession zeichnet sich die Kirche dadurch aus, dass sie mit der europäischen Lesart und Tradition des Christentums brach und keine institutionellen Verbindungen zu den Missionsorganisationen unterhielt.
Die Kirche formuliert zehn Kernsätze, die ihren Glauben zusammenfassen sollen. Diese formulieren das Bekenntnis zum Heiligen Geist, zu Jesus Christus, zur Bibel, zur Erlösung aus Glauben und Gnade und zur Wiederkunft Christi. Des Weiteren schließen die Kernsätze die Sakramente der Taufe, die erst durch vollständiges Untertauchen gültig wird, der Fußwaschung und der Kommunion ein. Durch den Sabbat-Artikel distanziert sich die Kirche von der christlichen Tradition, den Sonntag zu feiern. In einem weiteren Kernsatz wird der Anspruch der Wahren Jesus-Kirche bekräftigt, die wiederhergestellte Kirche der apostolischen Zeit zu sein.

## Gottesdienst und Ritus
- Der Gottesdienst der Kirche wird als stark emotional beschrieben. Es sei Ziel des Ablaufs, den Gläubigen offen und empfänglich für religiöse Empfindungen zu machen und ein Gefühl der Katharsis als Selbstreinigung zu ermöglichen.[8]

- Eine wichtige Rolle spielt die Zungenrede, die einen festen Platz im Gottesdienst hat und durch Gesang und kurze Gebete eingeleitet wird.[9]

- Es wird kein Weihnachten gefeiert, weil der 25. Dezember ursprünglich mit einem heidnischen Ritual zur Feier der Wintersonnenwende assoziiert war. Die Feier des Sol invictus zählte zu den höchsten Feiertagen des heidnischen Römischen Reichs. Mit der Gründung des Imperium Romanum Christianum unter Konstantin dem Großen im 4. Jahrhundert sei Sol invictus zum heutigen Weihnachtsfest umgewidmet worden.[10] Die Wahre Jesus-Kirche lehnt daher die Feier des Weihnachtsfestes als heidnisch ab und begründet dies auch damit, dass der genaue Tag der Geburt Christi unbekannt sei. Jesus habe außerdem von seinen Jüngern nie gefordert, seinen Geburtstag zu feiern.

- Der Karfreitag wird ebenfalls nicht gefeiert, da auch er heidnischen Ursprungs sei.

- Des Weiteren feiert die Wahre Jesus-Kirche ihre Gottesdienste nicht am Sonntag, sondern am Samstag bzw. Sabbat.[11]

## Organisation
Der gegenwärtige gewählte Vorsitzende der Internationalen Versammlung der Wahren Jesus-Kirche ist der Prediger Yung-Ji Lin.
In Deutschland gibt es Gemeinden in Hamburg, Mönchengladbach und Mannheim.

## Geschichte
Die drei Gründer der Wahren Jesus-Kirche waren Ling-Sheng Zhang, Paul Wei und Barnabas Zhang. Sie hatten ihren ersten Kontakt zum Christentum im frühen 20. Jahrhundert durch presbyterianerische Missionare, von denen sie die Taufe empfingen. Später kamen sie mit Missionaren der 1907 in Los Angeles entstandenen Pfingstbewegung, die sich später in den Assemblies of God organisierten, in Kontakt. 1917 gründeten sie in Peking eine eigene Kirche und betrieben in den folgenden Jahren eine erfolgreiche Missionsarbeit entlang der chinesischen Küste und seit 1926 auch auf Taiwan. Oftmals umwarben sie Mitglieder der presbyterianischen Missionen. Sie entwickelten eine „chinesische Theologie“, die bewusst mit westlichen christlichen Traditionen brach. Ling-Sheng Zhang vertrat die Ansicht, dass die westlichen Gemeinschaften Lehransichten vertraten, die falsch seien, und deshalb eine Wiederherstellung der ursprünglichen Kirche Jesu nötig sei. 1929 kam es zum Bruch zwischen ihm und Barnabas Zhang – Paul Wei war zwischenzeitlich verstorben. Barnabas Zhang gründete eine eigene Kirche in Hongkong und wurde exkommuniziert. Ling-Shengs Einsatz war jedoch ungebrochen. Während des Zweiten Weltkriegs versuchte die japanische Regierung in Taiwan, die Christen zu kontrollieren und setzte japanische Leiter für die Kirche ein. Die Kirche führte zu dieser Zeit den Namen Japanische wahre Jesus-Kirche.
1949 zählte die Wahre Jesus-Kirche 120.000 Mitglieder und 700 Gemeinden in ganz China. Begünstigt wurde die rasche Verbreitung durch ihre von ausländischen Missionaren und Einflüssen freie Verkündigungen, die besonders in Kriegs- und Besetzungsgebieten Chinas der 1920er bis 1940er wirksam war.
Im kommunistischen China versuchte die Regierung, sämtliche Religionsgemeinschaften einer staatlichen Kontrolle zu unterwerfen. Ausdruck fand dies in der sogenannten Drei-Selbst-Bewegung. Nur wenige Gemeinden der wahren Jesus-Kirche unterwarfen sich der staatlichen Kontrolle. Die überwiegende Mehrheit blieb unabhängig.